# GRACE (organização)

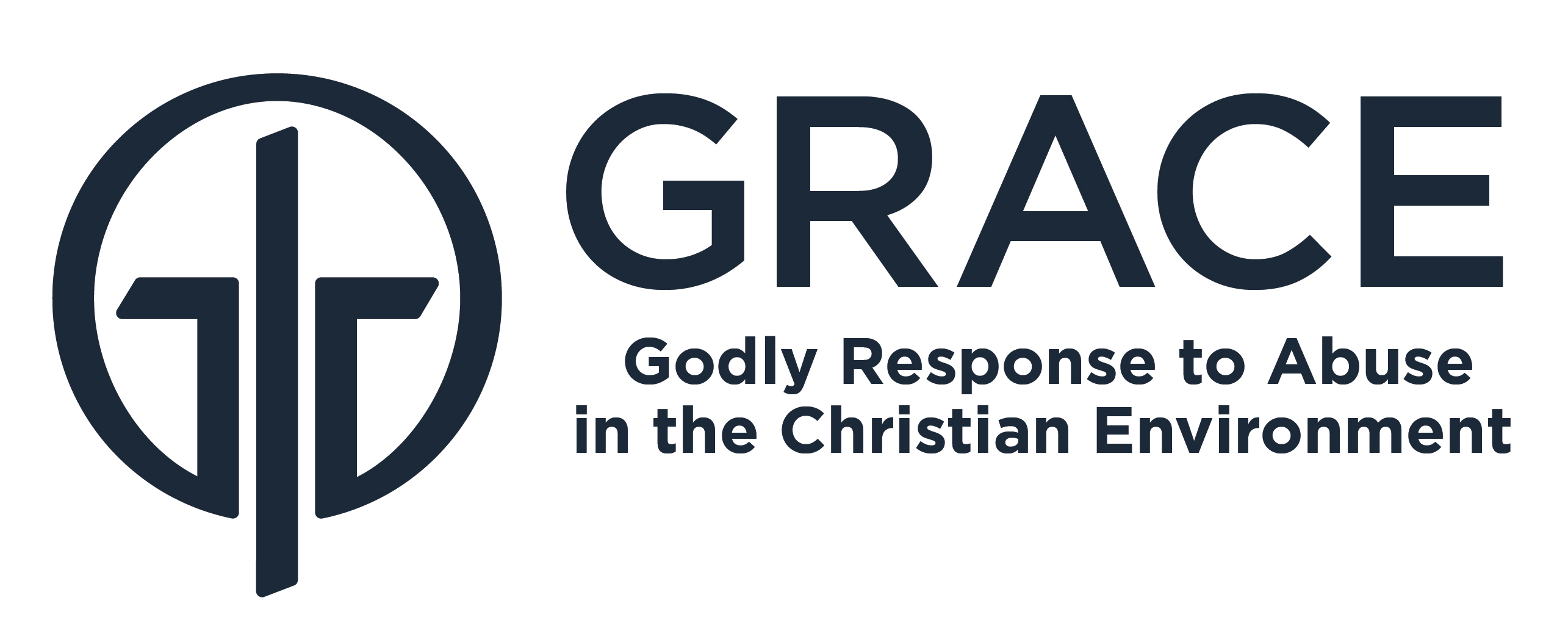
Logo da instituição

GRACE é uma organização cristã evangélica quem tem a missão de combater agressões sexuais, abuso psicológico e abuso físico em organizações cristãs. Sua sede é em  Lynchburg, Estados Unidos.

## História
As origens do GRACE podem ser encontradas em 2003, onde o professor batista Boz Tchividjian acreditava que as organizações evangélicas não estavam lidando adequadamente com os casos de abuso sexual, depois de uma ligação de um repórter. A organização foi fundada oficialmente em 2004 por Tchividjian para ajudar as igrejas a combater abuso sexual em organizações cristãs.

## Programas
O GRACE oferece programas de prevenção de agressões sexuais, abuso psicológico e abuso físico, investigações independentes sobre alegações de abuso e avaliações dos cultura organizacional de prevenção de abusos.